# Cratere Mallet
Mallet è un cratere lunare intitolato al geologo irlandese Robert Mallet. Si trova vicino alla valle chiamata Vallis Rheita, nell'irregolare quadrante sudorientale. A nordovest lungo la stessa valle si trova il cratere Young.
Mallet è una formazione antica con un bordo estremamente eroso. Il cratere correlato 'Mallet A' si trova nella parte sudoccidentale del fondale interno, ed arriva fino alla parete interna di sudovest. 'Mallet B' è molto vicino a 'Mallet A'; si trova soltanto a qualche chilometro oltre la parete. La Vallis Rheita attraversa la parte nordorientale dell'orlo, formando un taglio quasi lineare lungo la parte esterna del bordo. Ciò che resta del fondale interno è punteggiato di crateri minori, soprattutto nelle vicinanze della parete interna settentrionale.

## Crateri correlati
Alcuni crateri minori situati in prossimità di Mallet sono convenzionalmente identificati, sulle mappe lunari, attraverso una lettera associata al nome.
| Mallet | Latitudine | Longitudine | Diametro |
| ------ | ---------- | ----------- | -------- |
| A      | 45.9° S    | 53.8° E     | 28 km    |
| B      | 46.6° S    | 52.0° E     | 32 km    |
| C      | 44.0° S    | 53.8° E     | 28 km    |
| D      | 46.0° S    | 57.0° E     | 42 km    |
| E      | 45.0° S    | 54.3° E     | 5 km     |
| J      | 48.7° S    | 55.9° E     | 52 km    |
| K      | 47.6° S    | 57.0° E     | 43 km    |
| L      | 47.7° S    | 55.5° E     | 13 km    |